# أنواع المغتصبين
لقد حدد باحثون مختلفون نظريات مختلفة تتعلق بأنواع المغتصبين:.

## تصنيف هوارد باربار "Howard Barbaree"
وفقاً لهوارد باربار "Howard Barbaree"، وهو عالم نفس في جامعة كوينز في كينغستون، أونتاريو، فإن معظم حالات الاغتصاب تتسم بالاندفاع والانتهازية، ويرتكبها أشخاص قد يرتكبون أفعالاً أخرى متهورة، بما في ذلك ارتكاب جرائم متهورة، كما يميل هؤلاء المغتصبون إلى عدم إظهار الغضب إلا رداً على مقاومة ضحيتهم، مع أستخدام القليل من القوة غير الضرورية.

ثم إن هناك مغتصبون منشغلون بخيال أو تصور جنسي ثابت، يحاولون القيام به أثناء الاغتصاب، مثل التصور الذي يجبر الضحية على ممارسة الجنس، ثم يقع المغتصب في حب الضحية، وهذة الفئة من المغتصبين الأقل عدوانية، وهم الأكثر احتمالاً للهرب إذا قامت الضحية بمقاومة قوية.

ويوجد نوع من المغتصبين الانتقاميين الذين تعتبر اعتداءاتهم ضارة بدنياً، ومن الواضح أن تكون نيتهم هو تحطيم وإهانة وذل الضحية، ثم إن هناك مغتصبون دافعهم الجوهري هو الغضب على العالم بأسره، ومن المحتمل أن يلحقوا أضرارًا جسدية أكثر بضحاياهم، ولدى هؤلاء المغتصبون تاريخ طويل من الجرائم العنيفة من جميع الأنواع، ويوجد نوع أخير من المغتصبين وهو «السادي الجنسي»، وهم الفئة التي تستمتع بخوف الضحية.

## تصنيف نيكولاس غروث "Nicholas Groth"
وصف نيكولاس جروث "Nicholas Groth" ثلاثة أنواع من الاغتصاب، استناداً إلى هدف المغتصب.

### المغتصب الغاضب
هدف هذا المغتصب هو إذلال ضحيته وإهانتها، ويعبر عن احتقاره لضحيته من خلال العنف الجسدي واللغة البذيئة، ويعتبر الجنس بالنسبة إلى هؤلاء المغتصبين، هو سلاح لتخريب الضحية وتحطيمها، ويشكل الاغتصاب التعبير النهائي عن غضبهم، ويعتبر هذا المغتصب الاغتصاب الجرم النهائي الذي يمكن أن يرتكبه ضد الضحية.

يتسم المغتصب الغاضب بالوحشية الجسدية وأستخدام القوة البدنية خلال الاعتداء أكثر مما هو ضروري إذا كان القصد ببساطة هو التغلب على الضحية وتحقيق الاختراق، ويهاجم هذا النوع من الجناة ضحيته عن طريق الاستيلاء على الضحية وضربها وتمزيق ثيابها واغتصابها.

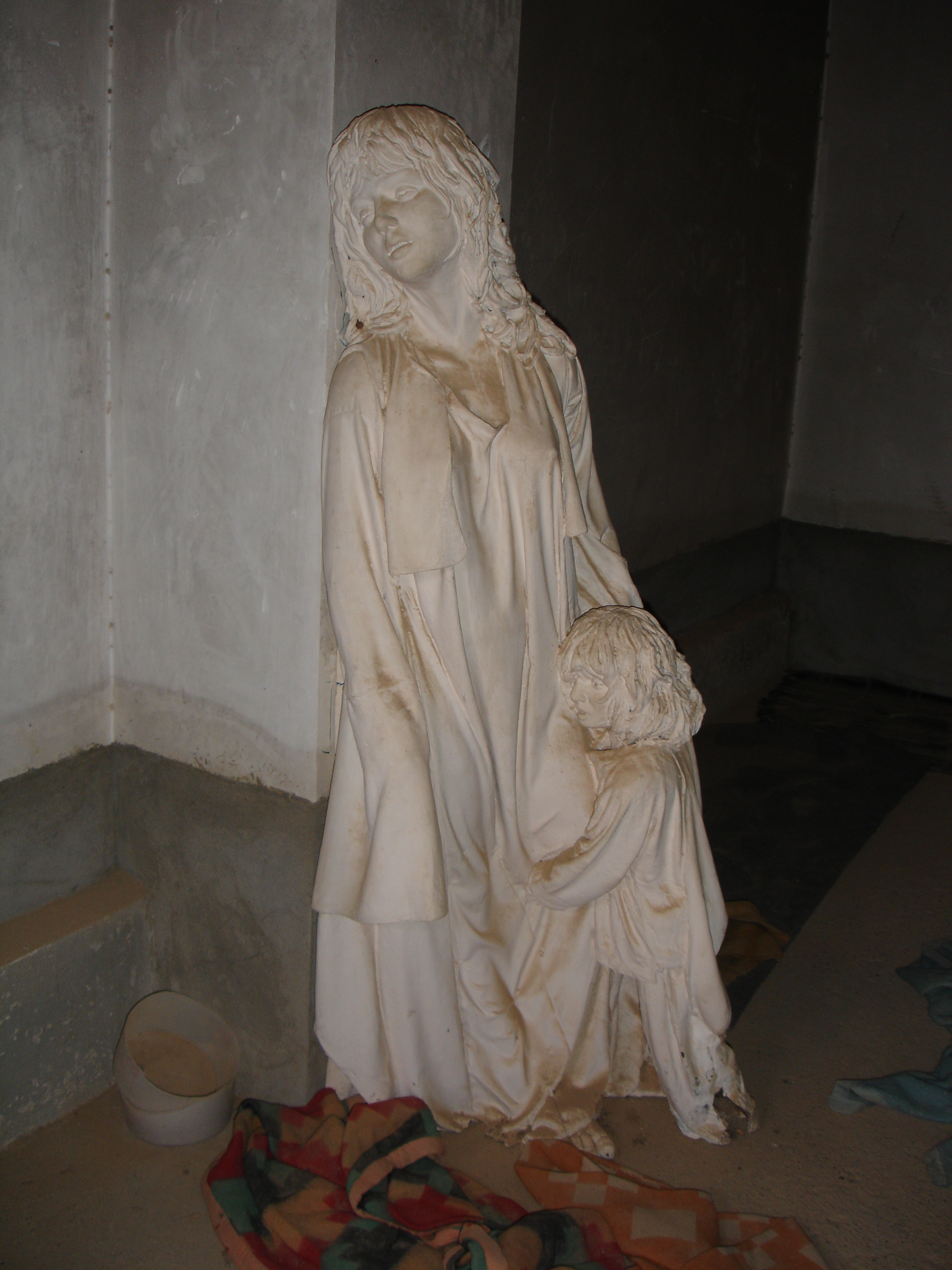
صورة طبق الأصل من متحف السلمانية لفتاة كردية تم سجنها في سن مبكرة، وتعرضت للضرب والاغتصاب مراراً من قبل الحراس داخل السجن.

### مغتصب السلطة
بالنسبة لهؤلاء المغتصبين، يصبح الاغتصاب طريقة للتعويض عن مشاعرهم الكامنة عن عدم الاكتفاء، ويعتمد مغتصب السلطة على التهديدات اللفظية، والترهيب بالسلاح، ويستخدم فقط كمية القوة اللازمة لإخضاع الضحية.

يميل مغتصب السلطة إلى أن يكون لديه أوهام حول الاغتصاب والفتوحات الجنسية، فقد يعتقدون أنه على الرغم من أن الضحية تقاومهم في البداية، إلا انه بمجرد أن يتغلب على ضحيته، فإن الضحية ستستمتع في نهاية المطاف بالاغتصاب، ويحتاج المغتصب إلى الاعتقاد بأن الضحية تستمتع بما تم عمله بها، وقد يطلبون من الضحية مقابلتهم في موعد لاحق.

ولأن هذا مجرد خيال، فإن المغتصب لا يشعر بالطمأنينة لوقت طويل سواء من خلال أدائه الخاص أو استجابة الضحية، لذلك يشعر المغتصب أنه يجب أن يجد ضحية أخرى، مقتنعاً بأن هذه الضحية ستكون «الضحية الصحيحة».

وبالتالي قد تصبح جرائمهم متكررة ولا تقاوم، فقد يرتكبون سلسلة من عمليات الاغتصاب خلال فترة قصيرة من الزمن، وهذا النوع من الاغتصاب الأكثر شيوعاً في الولايات المتحدة.

### المغتصب السادي
بالنسبة لهؤلاء المغتصبين، هناك ارتباط جنسي بمفاهيم مختلفة، بحيث يتم إثارة العداء والتسبب بالألم لضحية، فيجد الجاني في سوء معاملته المتعمد وتعذيبة لضحيته شيء ممتع ومثير للرضا، وعادة ما يتضمن الاغتصاب السادي تعذيباً واسع النطاق وطويل الأمد، فقد يستخدم المغتصب نوعًا من الأدوات أو جسمًا غريبًا لاختراق جسد ضحيته، وتعتبر المناطق الجنسية من جسم الضحية محوراً محدداً للإصابة أو الإساءة.

## مغتصب الإشباع
وفقاً «بارتون بيلسا Shannon M. Barton-Bellessa»، هناك نوع آخر من المغتصبين هو مغتصب الإشباع الجنسي، بالنسبة لهذا النوع من المغتصبين، فإن الدافع الوحيد هو الحصول على الجنس، فمثل هذا الجاني يكون وحيدًا ويجد صعوبة في الحصول على منفذ لرغباته الجنسية بطرق أخرى بسبب عدم نجاحه في المغازلة.